# Brachystele pappulosa
Brachystele pappulosa là một loài thực vật có hoa trong họ Lan. Loài này được Szlach. mô tả khoa học đầu tiên năm 1996.